# Ülo Mattheus

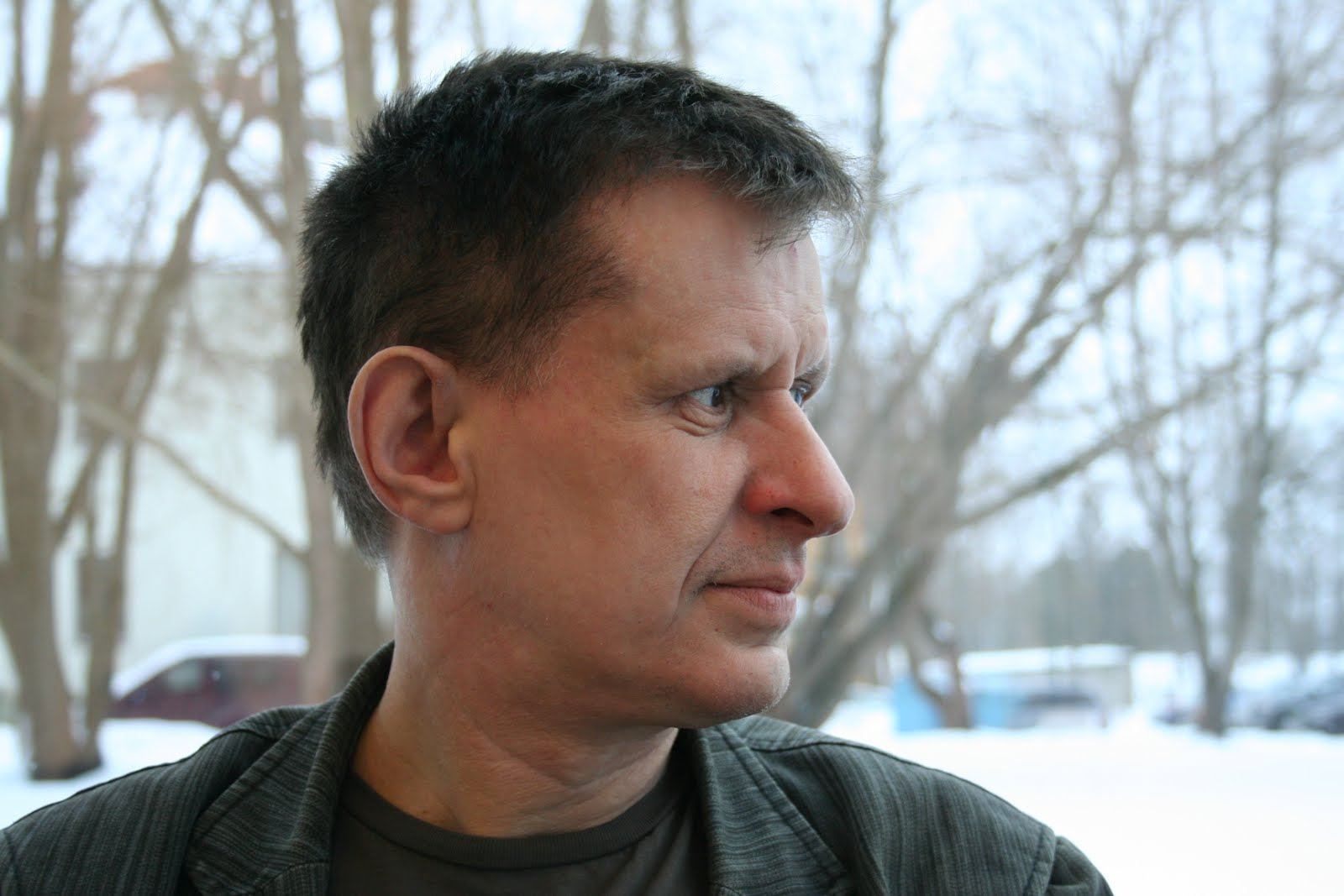
Ülo Mattheus (2012)

Ülo Mattheus (* 7. Dezember 1956 in Tallinn) ist ein estnischer Schriftsteller und Journalist.

## Leben und Werk
Ülo Mattheus legte 1975 sein Abitur in Tallinn ab. Seit 1977 ist er als Schriftsteller tätig. Mattheus war außerdem Redakteur bei Radio Free Europe, in der Politikredaktion der estnischen Tageszeitung Postimees sowie Pressesprecher des estnischen Parlaments (Riigikogu).
Ülo Mattheus konzentriert sich in seiner Literatur auf die Psychologie des Menschen und hebt sich oft von der konkreten Welt ab. Er beschäftigt sich in seinem Werk mit den Einflüssen der ostasiatischen Philosophie. Seine Romane enthalten starke Elemente des magischen Realismus. Gelegentlich verwendet er Zitate von Jorge Luis Borges.
1985 und 1994 wurde ihm der renommierte Friedebert-Tuglas-Preis für zwei seiner Novellen verliehen.

## Werke (Auswahl)
- X maantee (Erzählungen 1977–1979, 1981)
- Inimene Aspelund (Erzählungen 1981–1986, 1987)
- Kuma (Roman, 1989; deutsch Der Schein, 1997)
- Läheb ega peatu (Roman, 1996)
- India armastus. Fragmendid kirjadest. (2006)
- Vabanemine kuulmise läbi. Mälestusi surmast. (2011)
- Tema salajane palve (2013)

## Deutsche Übersetzungen
Von Ülo Mattheus ist ein Buch auf Deutsch erschienen:
- Der Schein. Übersetzt von Irja Grönholm. Frankfurt/M.: dipa 1997. 237 S.

Ferner sind verstreut einige Kurzgeschichten publiziert worden:
- Kleinstadtgeschichte. Übersetzt von Aivo Kaidja, in: Sowjetliteratur 1/1989, S. 109–114.
- Der Wahn meines Vaters. Übersetzt von Cornelius Hasselblatt, in: Trugbilder. Moderne estnische Erzählungen. Frankfurt/M.: dipa 1991, S. 43–62.
- Valter Viilup: Wer nichts wünscht... – Auf weißen Pferden. Übersetzt von Irja Grönholm, in: Estonia 1/1994, S. 11–22.
- Buchweizengrütze im estnischen Manhattan. Übersetzt von Irja Grönholm, in: Estonia 1/2003, S. 5–8.